# General Motors
General Motors Company, coneguda també com a GM o GMC, és una empresa estatunidenca fundada l'any 1908 a Flint, Michigan; encara que la seu central actualment l'ocupa al Renaissance Center de Detroit, Michigan.
General Motors ven els seus vehicles a nivell mundial sota les següents marques: Buick, Cadillac, Chevrolet, Daewoo, GMC, Holden, Hummer, Pontiac, Saab i Saturn. General Motors és l'accionista majoritari de GM Daewoo de Corea del Sud amb un 50,9% i té joint venture amb diferents fabricants en temes de fabricació i tecnologia, com la SAIC de la Xina.
GM Parts i accessoris es venen sota les marques GM Performance Parts, GM Goodwrench i ACDelco als concessionaris de General Motors a través de GM Service and Parts Operations. Motors i transmissions són subministrats per GM Powertrain. GM també té una secció comercial que dona crèdits i assegurances a través de GMAC Financial Services; també ofereix un servei de seguretat, informació i seguretat a través de la seva filial OnStar. GM lidera a tots els fabricants d'automòbils en la Strategic Vision's Total Quality Index (TQI) del 2006.
Actualment és el segon fabricant d'automòbils a nivell mundial, amb fàbriques d'automòbils en 30 estats dels EUA i en 33 països. El seu principal mercat és els Estats Units, seguit pels mercats de la Xina, Canadà, Regne Unit i Alemanya.

## Història

### Els inicis

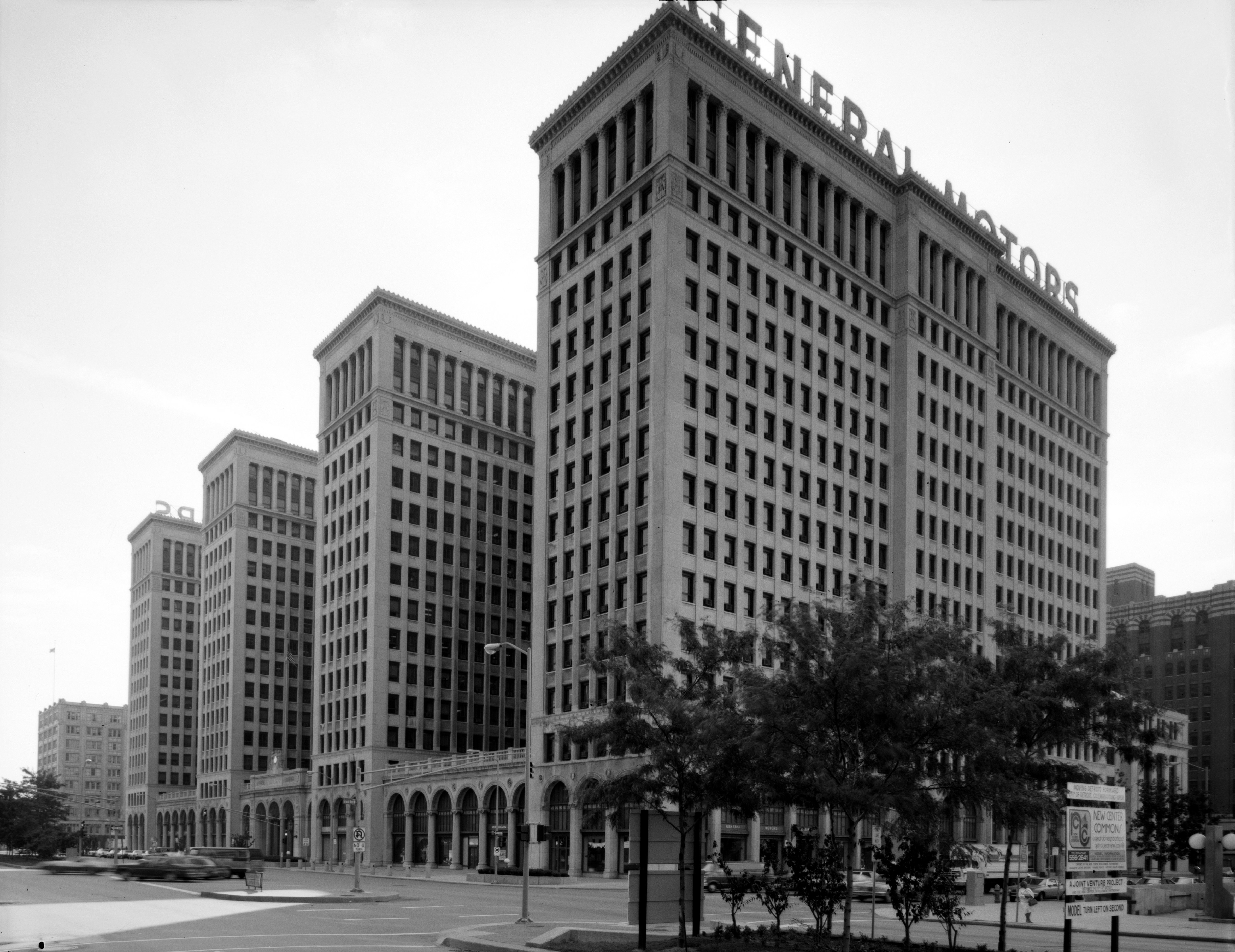
Edifici de GM a Detroit, Michigan del 1923

General Motors va ser fundada el dimecres 16 de setembre del 1908 a Flint, Michigan, com un holding de Buick, controlat per William C. Durant, i adquirint a Oldsmobile l'any següent. El 1910 entraran Cadillac, Elmore i Oakland entre d'altres. El 1909, General Motors adquireix la Reliance Motor Truck Company de Owosso, Michigan i la Rapid Motor Vehicle Company de Pontiac, Michigan, els predecessors de GMC. Un vehicle de Rapid Motor va ser el primer camió a conquerir els Pikes Peak el 1909. Durant va perdre el control de GM el 1910 a causa dels deutes que acumulava la companyia, després de les adquisicions que van donar-se.
Durant abandona la marca i va ajudar a establir la Chevrolet el 1911, amb els germans Gaston i Louis Chevrolet. El 1916 recupera el control de GM i torna a ser president de GM. El 1917 entra dins de GM Chevrolet i el primer Chevrolet sota GM va ser el 490. El 1918 adquireix la McLaughlin Motor Car Company d'Oshawa, Ontario, Canadà, fabricant dels McLaughlin-Buick i canvia el nom de General Motors del Canadà Ltd amb R.S. "Colonel Sam" McLaughlin com el primer president.
Du Pont recupera la presidència de GM de nou el 1920. A finals dels anys 20, GM supera a Ford Motor Company gràcies al lideratge d'Alfred P. Sloan. Quan la primera buscava reduir el cost de la producció d'automòbils, GM va buscar noves fórmules per dirigir una gran organització, atenent especialment les demandes del consumidor. Els compradors ja no buscaven cotxes barats i bàsics; volien vehicles amb estil, potència i prestigi, una cosa que oferia GM, a part d'oferir finançament als consumidors per pagar a terminis els automòbils.
Al març de 1929, General Motors, impressionada per les modernes instal·lacions de producció d'Opel, va comprar el 80% de la companyia, augmentant al 100% en 1931.

### Dècada de 1930: Diversificació

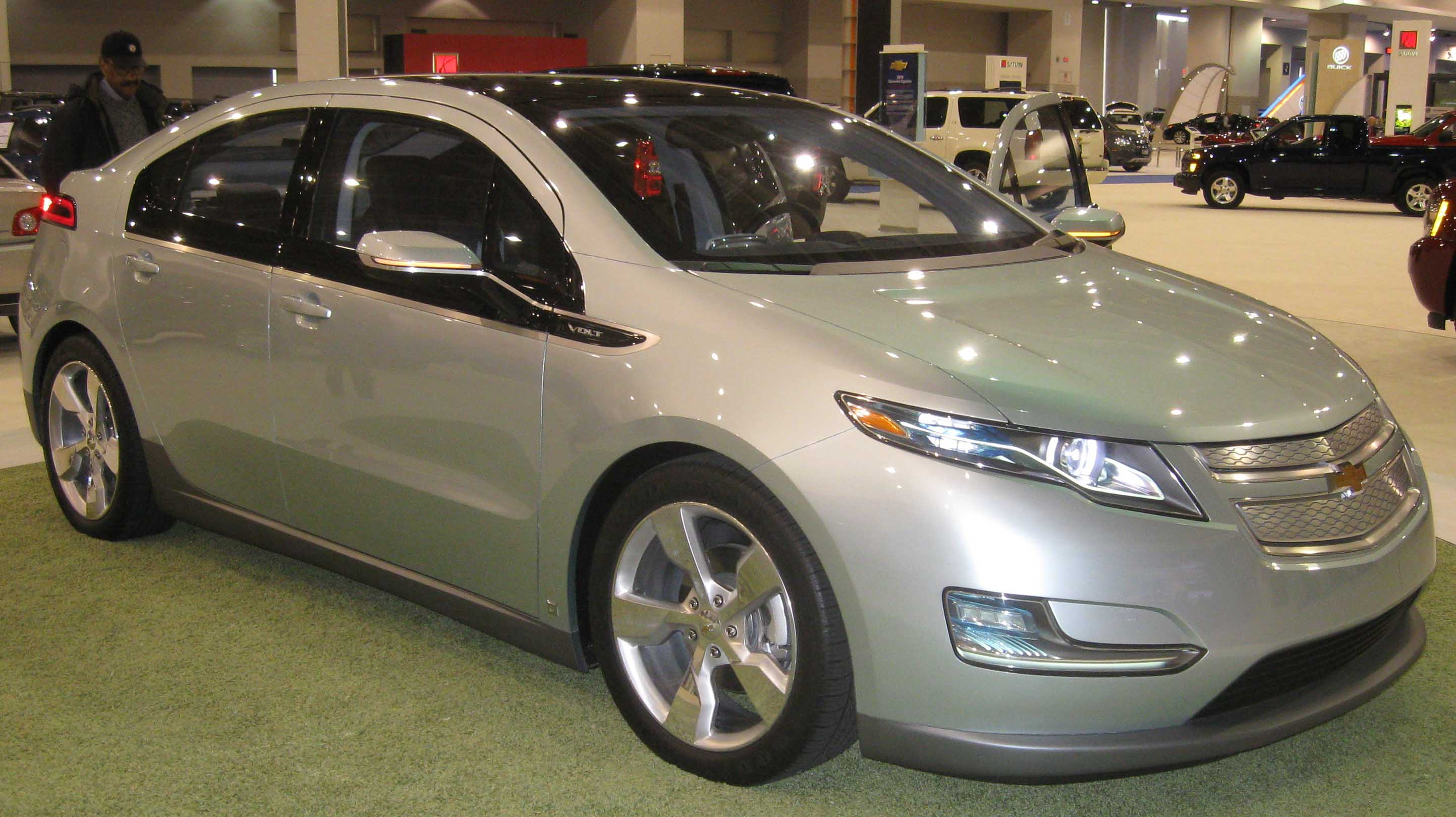
Chevrolet Volt

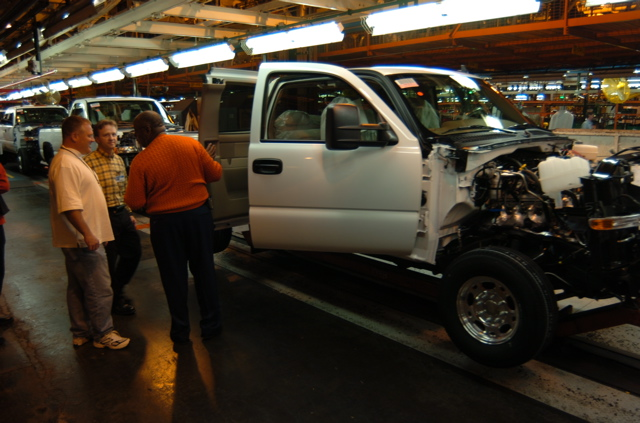
Cadena de muntatge del GMT800

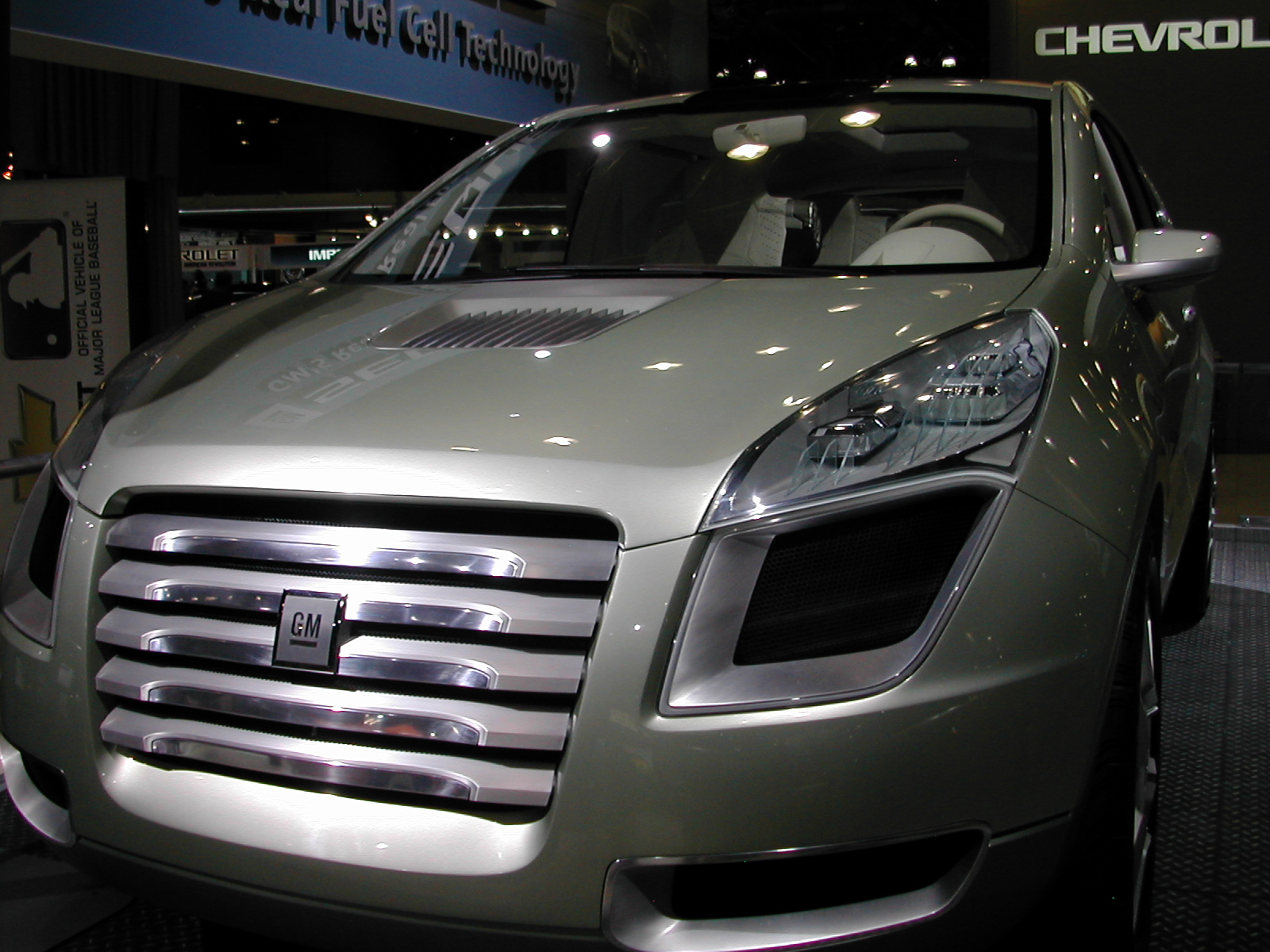
L'Evolution, un vehicle que funciona amb cel·la d'hidrogen

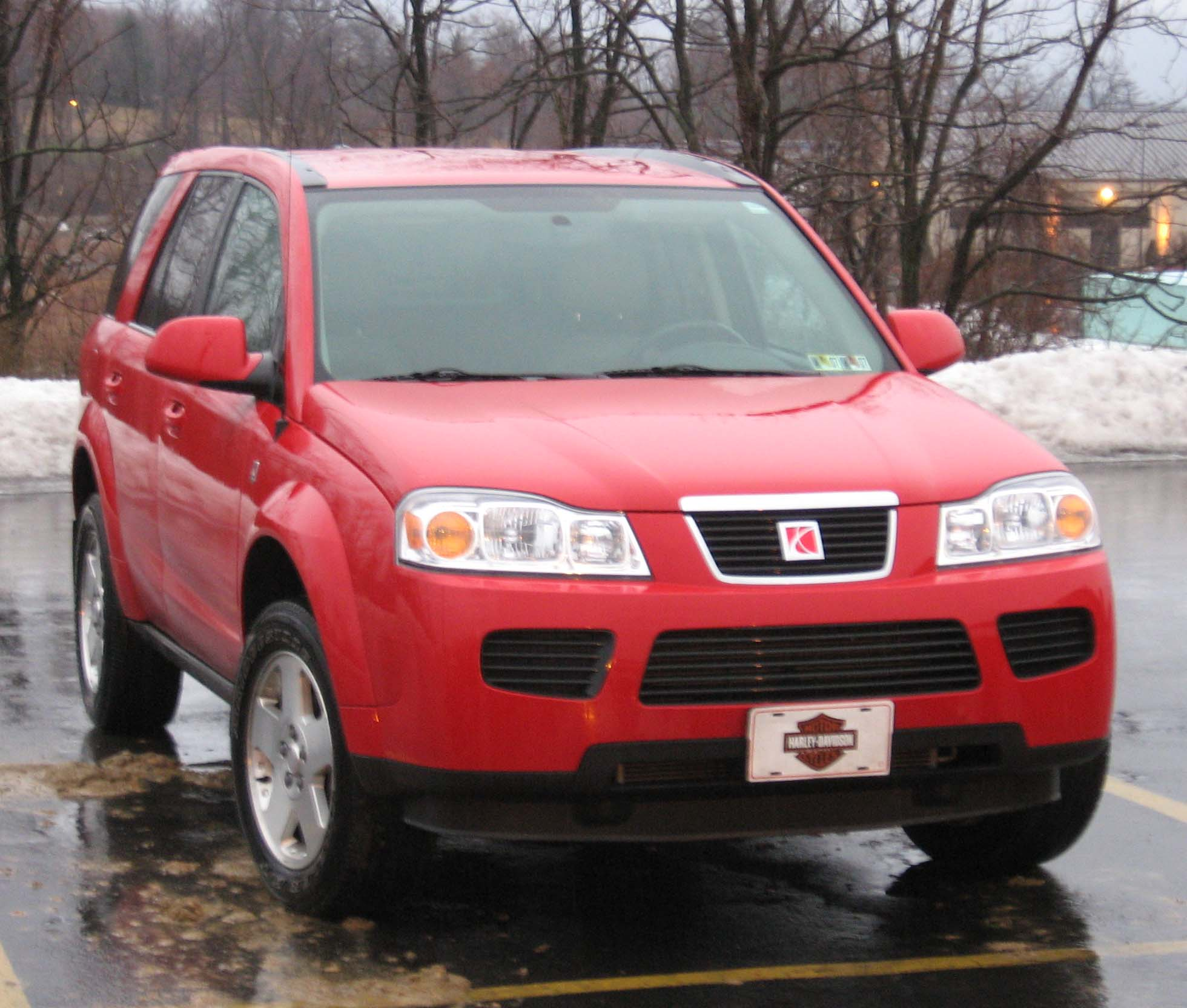
Un Saturn VUE

Durant les dècades de 1920 i 1930, GM va assumir el control de Yellow Coach bus company i va contribuir en la creació de l'empresa Greyhound Lines. Aquesta substituirà els trens intercity per autobusos. GM va formar part de la United Cities Motor Transit del 1932 (per a més informació, vegeu: General Motors streetcar conspirancy).
El 1930 GM adquireix Fokker Aircraft Corp of America (una subsidiària de Fokker) i Berliner-Joyce Aircraft, fusionant-les en una sola empresa, anomenada General Aviation Manufacturing Corporation. En un intercanvi d'accions, GM va prendre el control de North American Aviation i la va fusionar amb la seva empresa General Aviation el 1933, però reten el nom de North American Aviation. El 1948, GM es desfà de North American Aviation i es constitueix com a empresa pública (i així GM va abandonar el seu interès per l'aviació).
General Motors va adquirir el fabricant Electro-Motive Corporation i el seu subministrador de motors Winton Engine el 1930, incorporant-les com a divisió, la General Motors Electro-Motive Division. Els 20 anys següents les locomotores amb motors dièsel -la majoria, fabricades per GM- aniran substituint la majoria de locomotores usades a Amèrica (aquests motors seran emprats durant la Segona Guerra Mundial pels submarins americans i vaixells destructors). La divisió Electro-Motive serà venuda a començaments del 2005.
El 1935 es constitueix la United Auto Workers (UAW), un sindicat de treballadors que l'any següent organitzà una vaga, la Flint Sit-Down Strike que, en un principi estava pensada a efectuar-se en plantes clau a Flint, però posteriorment aquesta vaga s'expandirà cap a altres plantes, incloent-hi les de Jamesville, Wisconsin i Fort Wayne, Indiana. A Flint, la policia va intentar entrar a la fàbrica per arrestar als vaguistes, mitjançant la violència, mentrestant a les altres ciutats la vaga es va resoldre de forma pacífica. La vaga va concloure definitivament l'11 de febrer de 1937 quan GM va reconèixer la UAW com a representant exclusiu dels treballadors.

### Segona guerra mundial
General Motors va fabricar una gran quantitat d'armament, vehicles i, fins i tot, avions durant la Segona Guerra Mundial. Durant la guerra, les empreses dels Estats Units van saber que el govern nacionalsocialista alemany volia nacionalitzar les fàbriques de titularitat estatunidenca. Per la primavera del 1939, el govern alemany va anar ocupant el control de les fàbriques americanes a Alemanya, però, finalment, no va decidir nacionalitzar-les.
No obstant això, quan General Motors va afirmar que la seva secció alemanya Opel era fora del seu control durant la Segona Guerra Mundial, aquesta afirmació sembla que podia ser contradictòria amb unes proves que s'han trobat; no sols era una empresa d'automòbils que tenia indústries a Alemanya sinó que la direcció d'aquestes tenien moltes connexions amb la NSDAP, a nivell personal i a nivell empresarial.
El vicepresident americà de GM Graeme K. Howard (posteriorment conegut com a colonel Graeme K. Howard) era un nacionalsocialista convençut, i va expressar els seus punts de vista en el llibre, America and a New World Order. Adolf Hitler va premiar amb el Order of Merit of the Golden Eagle al cap de GM James D. Mooney pels seus serveis al govern nacionalsocialista alemany. Documents interns de GM mostren una clara estratègia per treure profit dels seus contactes amb els militars alemanys inclús quan Alemanya havia declarat la guerra als Estats Units.
El president Alfred P. Sloan va defensar la inversió alemanya com una estratègia "altament beneficiosa" davant dels accionistes l'any 1939, i van continuar la producció per al govern alemany. En una carta escrita per un accionista preocupat, Sloan li respongué que l'actitud en què el govern de Hitler dirigia Alemanya "hauria de no ser considerada el negoci de direcció de GM... nosaltres hem de dirigir com a organització com a organització alemanya… nosaltres no tenim dret per tancar la fàbrica".
Al cap de 20 anys d'investigacions a General Motors, Bradford Snell comença dient que "General Motors va ser, de lluny, més important per a la maquinària de guerra nazi que Suïssa… Suïssa va ser senzillament un magatzem per desar els diners robats. GM va ser una part integral per al manteniment de la guerra. Els nacionalsocialistes podien haver envaït Polònia i Rússia sense l'ajut de Suïssa. Ells no ho haurien pogut fer sense l'ajut de GM.

### Creixement post-guerra
GM esdevé la corporació registrada als Estats Units més gran, en termes d'ingressos tenien un pes notable en el PIB del país. El 1953 Charles Erwin Wilson, que serà president de GM, va ser nomenat com a Secretari de Defensa del govern del president Dwight D. Eisenhower. Quan Wilson va ser preguntat durant la vista abans del Senate Armed Services Commitee si, com a secretari de defensa, ell podria prendre una decisió contrària als interessos de GM, ell va respondre afirmativament, però va afegir que ell no veia una situació així "perquè per anys he pensat que el que era bo pel país era bo per General Motors i viceversa". Posteriorment, aquesta declaració va ser mal citada, suggerint que Wilson va dir senzillament "El que és bo per General Motors és bo pel país". En aquest temps, GM va ser una de les empreses amb més treballadors del món superada només pels estats soviètics amb indústries estatals que donaven feina a més gent. Al 31 de desembre del 1955, GM esdevé la primera corporació estatunidenca en arribar a la marca d'un bilió de dòlars en un any.

### Dècades de 1980 i 1990

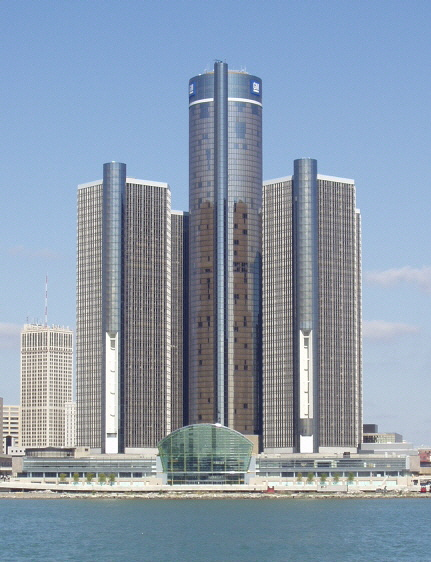
L'edifici "Renaissance Center", Seu central de GM, Detroit, Michigan

Sota el controvertit lideratge de Roger B. Smith durant els anys 80, un gran nombre d'iniciatives "benintencionades" acabaven sortint al revés, i va ser el primer cop en què GM va perdre diners, situació que no es produïa des de començaments dels anys 20. Una qualitat del producte baixa, treballadors descontents i plets judicials contra vehicles de disseny poc segur van afectar en el volum de vendes. Reconeixent que els productes japonesos tenien una qualitat en el producte i en la fabricació d'aquest superior, Smith va enfondir aquests procediments a GM. Ell va crear joint venture amb dues companyies japoneses: NUMMI, Califòrnia amb Toyota i CAMI, Canadà amb Suzuki. Cadascun d'aquests acords van donar una oportunitat als directors de GM per treballar juntament amb directors japonesos, per aprendre i transmetre aquests coneixements a GM. Però, la burocràcia de GM va oposar-se amb aquestes noves pràctiques perquè era un canvi molt important, ergo els esforços d'aquests directors no van servir per res; anticipant-se amb aquesta reacció, Smith va presentar la Saturn Corporation, on aquests directors podien aplicar el sistema japonès en un ambient no-GM. Tot i que les tres fàbriques que hi havia, i que segueixen essent amb un èxit moderat, el resultat per GM va ser un fracàs per complir les ambicions globals del president Smith. Els beneficis de GM van seguir essent irregulars i la seva quota de mercat al mercat dels Estats Units va seguir disminuint.
Irònicament, va ser un altre Smith, concretament, John F. Smith, Jr. qui va prendre les regnes de GM a començaments dels anys 90. La seva presa de posició va ser amb una GM desesperada (dire straits), havent resistit a una situació molt pròxima la bancarrota. Les seves pèrdues eren més grans de les que havien sigut la dècada anterior i "Jack" Smith va tenir la complicada tasca de realitzar una reestructuració a General Motors, i dit i fet. Possiblement la part més visible d'aquesta operació va ser la dissolució de la marca Oldsmobile. A nivell intern, va reorganitzar-se de nou l'estructura de poders que data des d'Alfred P. Sloan, retallant costos i introduint millores significatives que seran clau. Aquests moviments i canvis van tenir menys resistències a GM de les que es va trobar Roger B. Smith. A finals dels anys 90, ja van desaparèixer rastres de l'antiga GM, com el complex Oldsmobile a Lansing, Michigan i la Buick City a Flint.
Després d'aquests moviments, s'inicia una vaga de components a la fàbrica de Flint el 5 de juny del 1998, vaga que s'estendrà a altres fàbriques. A causa de l'important rol que juga GM als Estats Units, les vagues i les parades en la producció van repercutir en l'economia.

### Segle XXI
A finals dels anys 90, GM va tornar a guanyar quota de mercat. Però, a partir del 2001, les accions de GM que havien arribat als 80 dòlars el 2000 cauen, seguit amb els atemptats de l'11 de setembre del 2001, combinat amb la falta de fons per pagar les pensions, va provocar una crisi a GM i a altres companyies estatunidenques, i el valor de borsa va caure. Un dòlar feble i els costos del sistema de sanitat privada, va deixar a GM en desavantatge contra els fabricants coreans i japonesos.
En successius moviments, amb l'objectiu de superar la crisi, GM va augmentar els fons destinats a pensions; tot i així, els OPEB, Other Post Employment Benefits Funds, van presentar problemes. En conseqüència, es va produir una baixada del rànquing en els bons l'any 2005, una mesura que GM va mostrar-se en contra.
El 2006, GM respon oferint prejubilacions als treballadors; uns 35.000 treballadors s'hi van acollir, excedint la meta que s'havia proposat GM. Amb aquesta mesura, GM augmenta el seu rànquing de nou, i les accions tornen a pujar: Al 30 d'octubre del 2006 va tenir una capitalització borsària de 19.000 milions de dòlars.
El valor de les seves accions a data de 5 de juny de 2006 era de 30 dòlars, una xifra superior tenint en compte els 19 dòlars que tenia a principis de l'any 2006. Semblava doncs que GM havia iniciat un procés de recuperació econòmica, amb un increment de vendes. Al Maig de 2007, 375.682 automòbils de GM van ser venuts als Estats Units; això suposava un increment del 4,7% respecte a 2006.
Any 2008: pujada del preu del petroli i crisi financera.
L'encariment constant del preu del petroli durant el 2007 i, sobretot, durant el primer semestre del 2008, que culminava en un màxim històric al juliol, i la seva repercussió en el preu dels combustibles, va afectar directament la demanda dels vehicles fabricats per GM, quasi tots grans consumidors de gasolina. Agreujant la situació el col·lapse financer del Setembre, deixa sense possibilitat de finançament a la gran majoria dels seus clients, conduint a una aturada radical de les vendes.
GM només aconsegueix arribar al final d'any mercès al préstec de 17.400 milions de dòlars de l'administració Bush, a compartir proporcionalment amb Chrysler, en la mateixa, o pitjor, situació crítica.

## Marques del grup automobilístic
| Marca         | Seu                       | Fundació | Membre del grup               | Vehicles matriculats anuals |
| ------------- | ------------------------- | -------- | ----------------------------- | --------------------------- |
| GMC           | Detroit, Estats Units     | 1911     | 1911-Actualitat               |                             |
| Buick         | Detroit, Estats Units     | 1903     | 1903-Actualitat               |                             |
| Cadillac      | Detroit, Estats Units     | 1902     | 1902-Actualitat               |                             |
| Chevrolet     | Detroit, Estats Units     | 1911     | 1916-Actualitat               |                             |
| Wuling Motors | Liuzhou, Xina             | 2007     | 2007-Actualitat               |                             |
| Baojun        | Liuzhou, Xina             | 2010     | 2010-Actualitat               |                             |
| Hummer        | Detroit, Estats Units     | 1992     | 1992-2010 (desaparició)       |                             |
| Pontiac       | Detroit, Estats Units     | 1926     | 1926-2010 (desaparició)       |                             |
| Daewoo        | Seül, Corea del Sud       | 1967     | 2002-2011 (desaparició)       |                             |
| Saturn        | Spring Hill, Estats Units | 1985     | 1985-2010 (desaparició)       |                             |
| Saab          | Estocolm, Suècia          | 1945     | 1990-2010 (venuda a Spyker)   |                             |
| Opel          | Rüsselsheim, Alemanya     | 1862     | 1929-2017 (venuda a Grup PSA) |                             |
| Vauxhall      | Luton, Regne Unit         | 1857     | 1925-2017 (venuda a Grup PSA) |                             |
| Grup          | Detroit, Estats Units     | 1908     | Total                         |                             |